# Country-Musik 1956
Die Liste bietet eine Übersicht über das Jahr 1956 im Genre Country-Musik.

## Ereignisse
Während der Autofahrt zu einem Auftritt in der Perry Como–Show verunglückt Carl Perkins am 22. März und verbringt Monate im Krankenhaus.
Elvis Presley ist vor Webb Pierce der meistgespielte Interpret im Radio.

## Top-Hits des Jahres

### Nummer-eins-Hits
- 11. Februar – Why Baby Why – Red Sovine & Webb Pierce[3]
- 25. Februar – I Forgot to Remember to Forget – Elvis Presley[4]
- 17. März – Heartbreak Hotel – Elvis Presley[5]
- 17. März – I Don't Believe You've Met My Baby – The Louvin Brothers[5]
- 23. Juni – Crazy Arms – Ray Price[6]
- 14. Juli – I Want You, I Need You, I Love You – Elvis Presley[7]
- 21. Juli – I Walk the Line – Johnny Cash[8]
- 15. September – Hound Dog / Don’t Be Cruel – Elvis Presley[9]
- 10. November – Singing the Blues – Marty Robbins[10]

Anmerkung: Es werden alle drei Hitparaden, die Most Played By Jockeys, die Most Played in Jukeboxes sowie die Best Sellers in Stores, gewertet.

### Weitere Hits
- According to My Heart – Jim Reeves
- Any Old Time – Webb Pierce
- Be-Bop-A-Lula – Gene Vincent
- Before I Met You – Carl Smith
- The Blackboard of My Heart – Hank Thompson
- Blue Suede Shoes – Carl Perkins
- Boppin' the Blues – Carl Perkins
- Casey Jones – Eddy Arnold
- Cash on the Barrelhead – The Louvin Brothers
- The Cat Came Back – Sonny James
- ’Cause I Love You – Webb Pierce
- Cheated Too – Wilma Lee Cooper & Stoney Cooper
- Come Back to Me – Jimmy C. Newman
- Conscience I'm Guilty – Hank Snow
- Dixie Fried – Carl Perkins
- Doorstep to Heaven – Carl Smith
- Eat, Drink, and Be Merry (Tomorrow You'll Cry) – Porter Wagoner
- Folsom Prison Blues – Johnny Cash
- The Fool – Sanford Clark
- Go Away with Me – The Wilburn Brothers
- God Was So Good – Jimmy C. Newman
- Hold Everything (Till I Get Home) – Red Sovine
- Honky-Tonk Man – Johnny Horton
- Hoping That You're Hoping – The Louvin Brothers
- How Far Is Heaven – Kitty Wells
- Hula Rock – Hank Snow
- I Feel Like Cryin’ – Carl Smith
- I Gotta Know – Wanda Jackson
- I Take the Chance – The Browns
- I Want to Be Loved – Johnnie & Jack
- I Was the One – Elvis Presley
- I'd Rather Stay Home – Kitty Wells
- I'm a One-Woman Man – Johnny Horton
- I'm Moving In – Hank Snow
- I'm Not Mad, Just Hurt – Hank Thompson
- I'm So in Love with You – The Wilburn Brothers
- I've Changed – Carl Smith
- I've Got a New Heartache – Ray Price
- I've Got Five Dollars and It's Saturday Night – Faron Young
- It's a Great Life (If You Don't Weaken) – Faron Young
- Just as Long as You Love Me – The Browns
- Just One More – George Jones
- Little Rosa – Red Sovine & Webb Pierce
- The Lonely Side of Town – Kitty Wells
- Love Me – Elvis Presley
- Love Me Tender – Elvis Presley
- My Baby Left Me – Elvis Presley
- My Lips Are Sealed – Jim Reeves
- Mystery Train – Elvis Presley
- Only You, Only You – Charlie Walker
- Poor Man's Riches – Benny Barnes
- Run Boy – Ray Price
- Searching (For Someone Like You) – Kitty Wells
- Seasons of My Heart – Jimmy C. Newman
- So Doggone Lonesome – Johnny Cash
- Sweet Dreams – Faron Young
- Sweet Dreams – Don Gibson
- Teenage Boogie – Webb Pierce
- That's All – Tennessee Ernie Ford
- These Hands – Hank Snow
- Trouble in Mind – Eddy Arnold
- Tryin' to Forget the Blues – Porter Wagoner
- Turn Her Down – Faron Young
- Twenty Feet of Muddy Water – Sonny James
- Uncle Pen – Porter Wagoner
- Waltz of the Angels – Wynn Stewart
- Wasted Words – Ray Price
- What Am I Worth – George Jones
- What Would You Do (If Jesus Came to Your House) – Porter Wagoner
- What Would You Do (If Jesus Came to Your House) – Red Sovine
- Why Baby Why – Hank Locklin
- Wicked Lies – Carl Smith
- Without Your Love – Bobby Lord
- Yes I Know Why – Webb Pierce
- You and Me – Kitty Wells & Red Foley
- You Are the One – Carl Smith
- You Don't Know Me – Eddy Arnold
- You Gotta Be My Baby – George Jones
- You're Free to Go – Carl Smith
- You're Not Play Love – The Wilburn Brothers
- You're Running Wild – The Louvin Brothers
- You're Still Mine – Faron Young

## Geboren
- 18. Januar – Mark Collie
- 26. März – Charly McClain
- 19. Juni – Doug Stone
- 06. Juli – John Jorgenson
- 22. September – Debby Boone
- 23. Oktober – Dwight Yoakam
- 09. Dezember – Sylvia Kirby
- 21. Dezember – Lee Roy Parnell
- 30. Dezember – Suzy Bogguss